# Biblioteca de Futrono
La biblioteca de Futrono (también llamada biblioteca Escritor Ramón Quichiyao Figueroa) es una biblioteca rural que puede ser hallada en la comuna de Futrono en la provincia del Ranco dentro de la región de Los Ríos, y que es además lugar de eventos y reuniones culturales de los habitantes de la comuna.  
Esta fue creada gracias a peticiones de la localidad por una biblioteca, empezando siendo una casa arrendada convertida en biblioteca, para posteriormente ser oficialmente la biblioteca municipal de Futrono, desde el 23 de abril del año 2015 por decreto municipal esta cambia su nombre a la del primer hijo Ilustre de Futrono llamándose así  “Escritor Ramón Quichiyao Figueroa”, en honor al aporte cultural y literario realizado a la comuna y las regiones de los Ríos y Los Lagos.
Ésta es sostenida financieramente por los fondos públicos de la Ilustre Municipalidad de Futrono, la cual ha sido usada no solo para mantener la biblioteca y a los bibliotecarios sino que también para hacer eventos sociales y culturales dentro de esta, además de que ésta también ha recibido financiamiento de diversos eventos y proyectos .
Actualmente existen filiales de la biblioteca en las localidades de Llifén y Los Castaños.

## salas

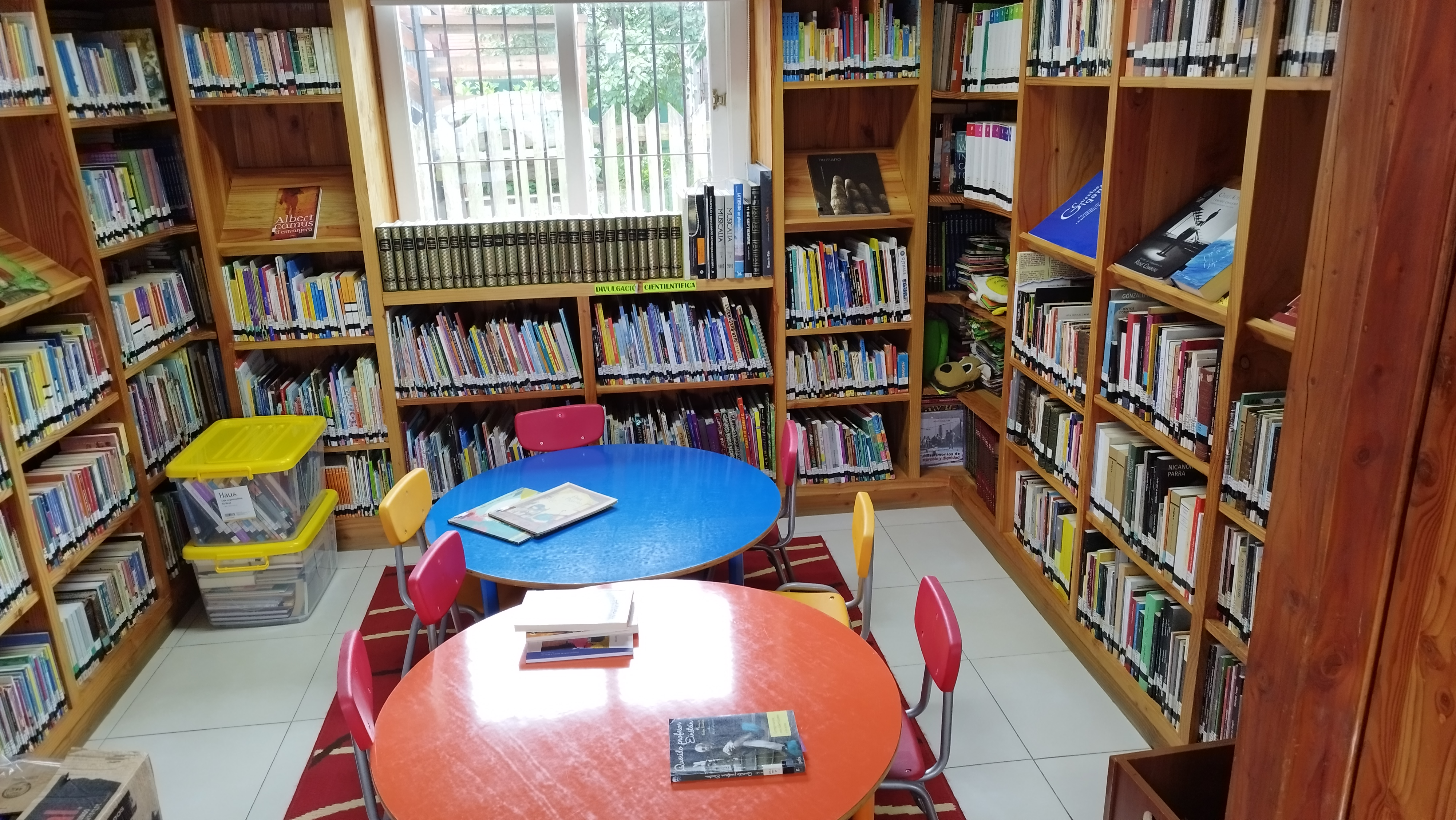
sala infantil

- sala infantil: la sala infantil de Futrono está equipada con cuentos y libros orientados a niños pequeños de hasta 10 años, además de eso la sala también tiene para mayor comodidad de los niños sillas y mesas diseñadas exclusivamente para el uso de los niños pequeños, esta también ha sido usada para eventos infantiles en comparación con los padres de los niños y niñas dentro de Futrono como clubes de lectura.[5]

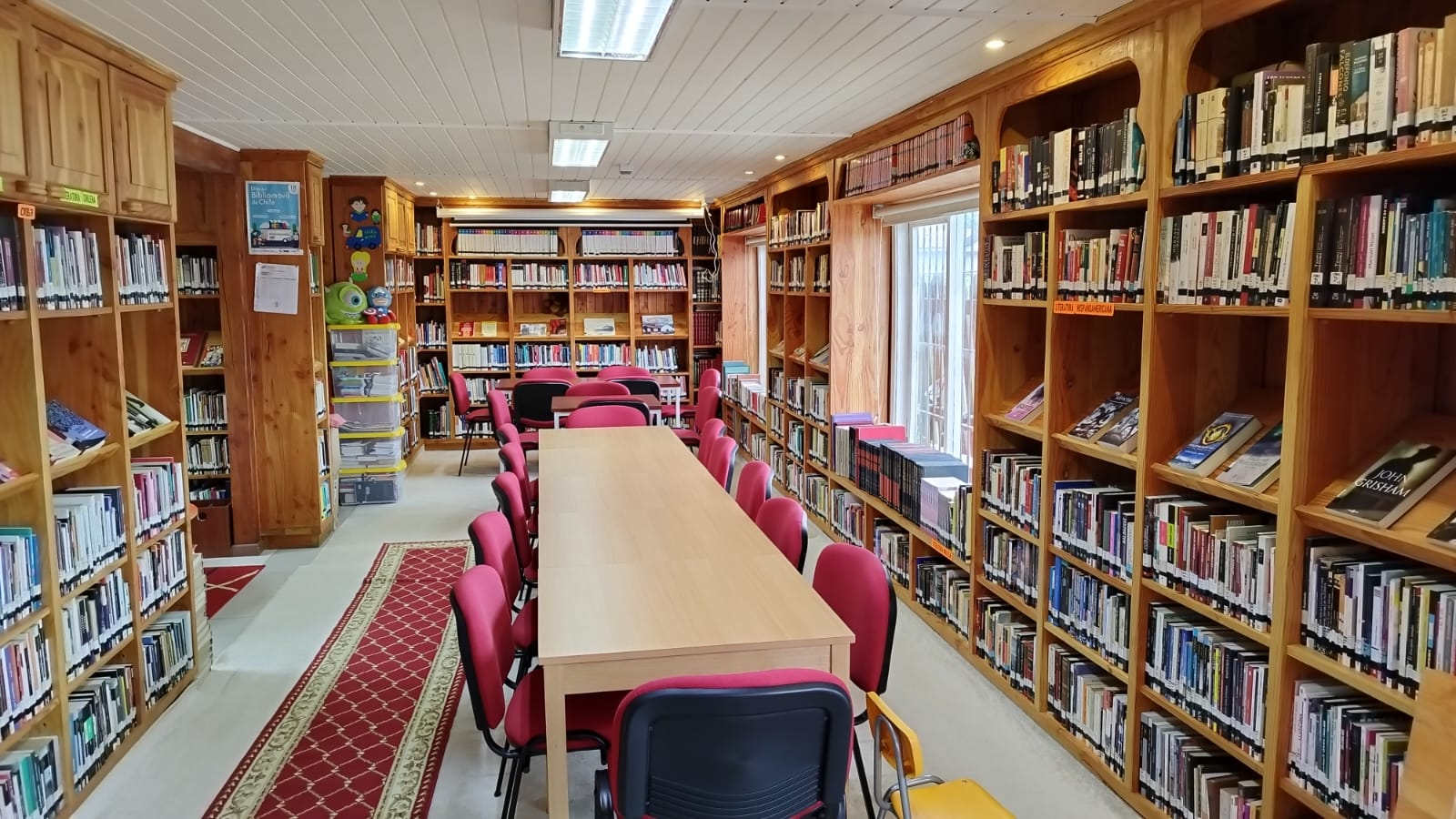
sala principal

- sala principal: esta es usada para estudiar y leer dentro de la biblioteca libros juveniles ,clásicos de la literatura entre otros, además de que es el lugar de eventos culturales para adultos mayores y jóvenes así como también de diferentes talleres recreativos como los talleres de lectura, creación de poesía, risoterapia entre otros.[6]